# Johan Ludvig Mansa
Johan Ludvig Mansa (* 14. April 1740 in Zweibrücken; † 13. April 1820 in Fredensborg) war ein dänischer Gärtner und Schlossverwalter deutscher Herkunft. Er war maßgeblich an der Umgestaltung mehrerer dänischer Schlossgärten im Stil des englischen Landschaftsgartens beteiligt. Er veröffentlichte eine Sammlung von Gartenplänen und ein kleines Buch zur praktischen Gärtnerarbeit.

## Leben
Mansa wurde als Sohn eines Schlossgärtners in Zweibrücken geboren. Über seine Mutter und seine Jugendzeit ist nichts bekannt. Er erfuhr eine Ausbildung zum Gärtner in Deutschland und wanderte 1762 in das Königreich Dänemark aus.
1765 arbeitete er als Gärtner in Fuglsang. 1784 wurde er Gärtner und Verwalter von Schloss Marienlyst. Ab 1794 hatte er dieselben Funktionen auf Schloss Frederiksberg und von 1799 bis zu seinem Tod auf Schloss Fredensborg inne. Er leitete auf allen von ihm verwalteten Anlagen die Umgestaltungen der vorhandenen (Barock)gärten in solche des zeitgenössisch modernen englischen Stils, einige alte Elemente blieben, bedingt durch den Staatsbankrott (1813), erhalten. Mansa galt als ein entschiedener Verfechter des Landschaftsgartens.

## Schriften

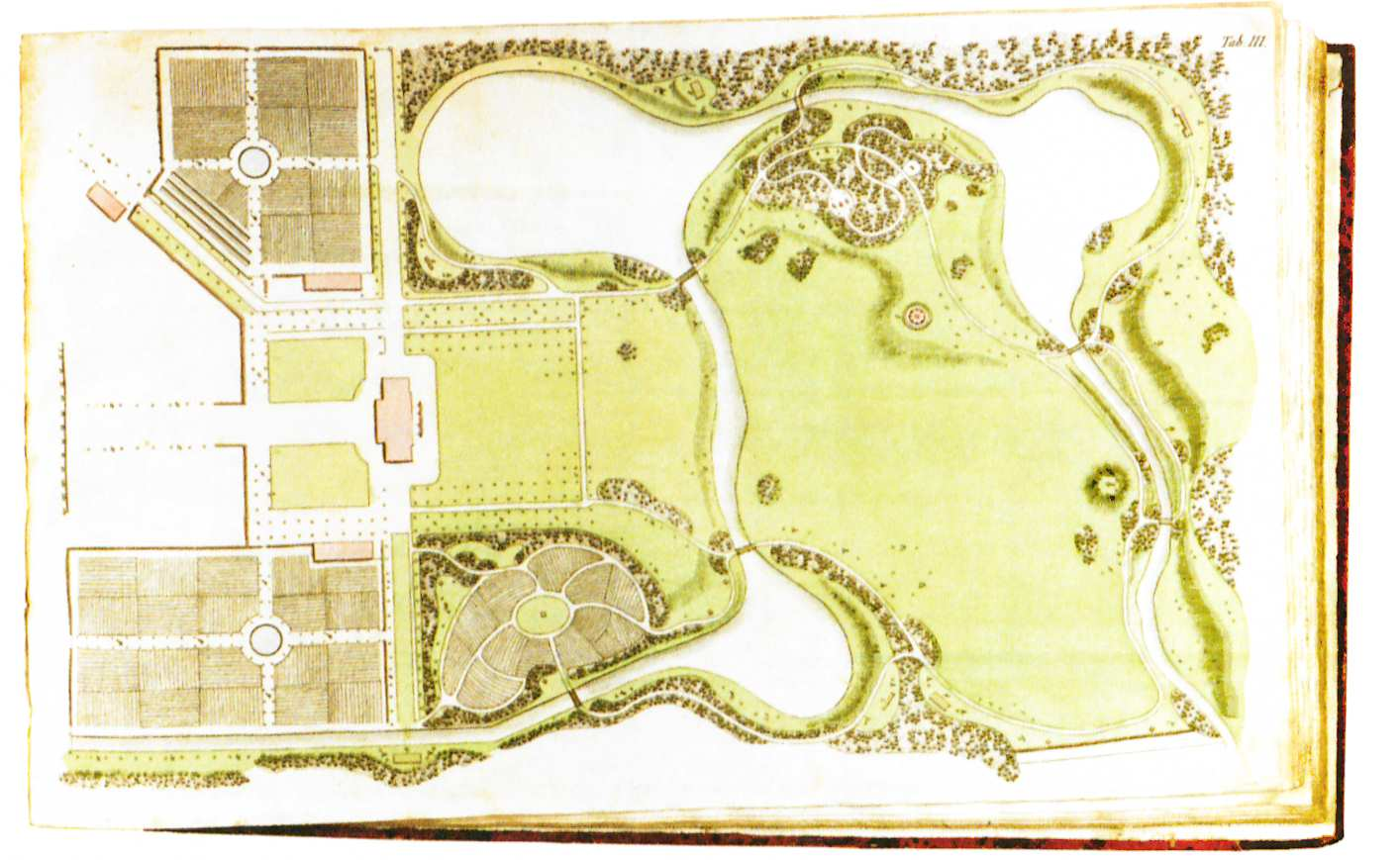
Gartenplan (1798)

Mansas Arbeit fand Niederschlag in zwei Veröffentlichungen, einem großen Band im Querfolio-Format mit 22 Gartenplänen und einem kleinen Buch mit Ratschlägen zur Anlage von Küchengärten:
- Have-Katekismus eller Grundregler for nyttige Have-Vexters Dyrkning …. (1787, mit zwei Kupfertafeln von G. Haas; fünf Auflagen, davon zwei posthum)
- Udkast til Hauge-Anlæg i den engelske Smag, samt Anvisning til at inddele og beplante smaae Partier (1798; gestochen von Gottfried Nicolai Angelo)

Die Plansammlung erschien gleichzeitig auch in einer deutschen (Plane zu Garten-Anlagen im englischen Geschmack, nebst Anweisung wie man kleinere Partien einteilen und bepflanzen kann) und  französischen Übersetzung (Plans de jardins dans le goût anglais et instructions dans l’art ...). In einem Anhang des „Garten-Katechismus“ wird Kaffe-Drikkens Skadelighed („Die Schädlichkeit des Kaffeetrinkens“) erörtert.

## Heirat und Nachkommen
Mansa heiratete zweimal, 1774 und 1791: Anne Christine Voigt (ca. 1730 bis ca. 1790) und Louise Toxværd (1769–1853), Tochter eines Kaufmanns und späteren Eigentümers von Ludvigslund (Falster). Er hatte sechs Söhne und vier Töchter, darunter: Christian Ludvig (1792–1833),  der Nachfolger seines Vaters im Schlossgarten von Fredensborg wurde, Frederik Vilhelm (1794–1879), Jacob Henrik (1797–1885) und Johan Ludvig (1802–1886), der seines Vaters Gartenbuch neu auflegte. Mansa starb 1820 und wurde in Asminderød beigesetzt.